# 野口みずき
野口 みずき（のぐち みずき、1978年7月3日 - ）は、日本の女性陸上競技（長距離走・マラソン）元選手、スポーツ解説者。三重県伊勢市出身（ただし生誕地は静岡県）。オリンピック・マラソン競技金メダリスト。女子マラソンの日本記録、アジア記録保持者。
身長150cm、体重40kg、左利き、既婚。現役時代は小柄ながらも、強い筋力を生かしたストライド走法の走りが持ち味であった。高校卒業後にワコール・グローバリーを経てシスメックスに所属していた。

## 来歴

### 高校時代まで
伊勢市立厚生中学校1年生時、友人に誘われたの機に陸上部へ所属。中学卒業後の1994年4月、三重県立宇治山田商業高等学校に入学。同高校時代には3000mでインターハイに出場。1996年12月の高３時、埼玉栄高が2連覇した第8回全国高校女子駅伝に初出場しエース区間の1区6kmを担当、区間16位20:14で走り（当時は田中姓）、チームは39位だった。

### ワコール・グローバリー所属時、ハーフマラソンの女王として君臨
1997年にワコールに入社したが翌1998年10月、会社と対立した監督の藤田信之が、真木和（のち姓：山岡）ら少数の選手を連れて辞任すると、野口もこれに従った。一時は雇用保険の求職者給付を受けながら現役を続行した。
1999年2月、監督らとともにグローバリーに入社。この年の犬山ハーフマラソンに優勝したのをきっかけに、ハーフマラソンを中心に取り組むようになる。1999年10月の世界ハーフマラソン選手権（パレルモ）では、1時間9分12秒で当時女子マラソン世界記録保持者のテグラ・ロルーペに続く2位に入り銀メダルを獲得、2001年3月の全日本実業団ハーフマラソンで優勝するなどその活躍はめざましく、「ハーフマラソンの女王」として知られた。2013年5月の仙台国際ハーフマラソンでの優勝まで、ハーフマラソンでは34戦21勝である。
2000年7月の札幌国際ハーフマラソン・女子の部では、同年9月開催のシドニーオリンピック女子マラソン日本代表に選出された高橋尚子と競り合った。だが野口は終盤で遅れ、高橋が1時間9分10秒で優勝し、野口は1分26秒差の3位だった（野口と高橋が公式レースでの対決は、同ハーフマラソンが唯一である）。のちに高橋はシドニー五輪女子マラソンで陸上競技界において、日本人女性初の五輪金メダルを獲得した事により、野口は「自分も高橋選手のようにオリンピックの女子マラソンで優勝したい」と思うようになる。
2001年6月、将来フルマラソンを走るためのスピード強化の一環として、日本選手権の女子10000mにエントリー。自己記録を更新して3位に入り、同年8月に行われる世界選手権エドモントン大会の代表に選出。その世界陸上女子10000mでは13位に終わったが、この成績から「世界一を狙うならマラソンしかない」との確信を持ち、翌2002年のマラソン初挑戦へと繋がった。
2001年11月、淡路島女子駅伝競走大会（兵庫県）にグローバリー所属（関西地区）として出場。野口は第4区（11.2 km）を区間1位・34分50秒で走り、また同代表チームを総合初優勝に導いた。同年12月の全日本実業団対抗女子駅伝競走大会（岐阜県）への初出場も果たし、野口は第3区（10.0 km）を区間3位・32分21秒で走ったが、同チームは総合5位に留まった。なお、グローバリー所属として同女子駅伝大会の出場は、この2001年が最初で最後となった。

### 名古屋国際女子マラソン初優勝・大阪国際女子マラソンで優勝・世界陸上女子マラソンで銀メダル
2002年3月、初のフルマラソンとなった名古屋国際女子マラソンでは、中盤の25km過ぎで2位の大南博美、3位の田中（現・大島）めぐみらを引き離して独走し、初優勝を飾る。しかし気温が20度近くと高かったため、記録は2時間25分台に留まり、当時渋井陽子の持つ初マラソン世界最高記録（2時間23分11秒）には届かなかった。
翌2003年1月には大阪国際女子マラソンへ2回目のフルマラソンに出走。途中で給水を2回取り損ねる失敗が有りながらも快走し、前年優勝者のローナ・キプラガトらを相手に快速ペースの展開で次々と有力選手を先頭集団から振り落とし、当時日本歴代2位の2時間21分18秒で優勝。2位の千葉真子、3位の坂本直子とともに、上位3人が2時間21分台と国内最高記録をマークした。
同年8月の世界選手権パリ大会では、中盤までハム・ボンシルにピッタリとマークされ、何度も手足がぶつかるアクシデントに見舞われた。レース後半30km過ぎにキャサリン・ヌデレバがスパートすると、野口を含め日本女子選手達は全くついていけず、徐々に引き離された。ゴール直前では野口が少しずつ追い上げたが、19秒差で届かずヌデレバが優勝。しかし野口が日本女子トップの2位に入り銀メダルを獲得したため、翌2004年のアテネ五輪の代表に内定した。千葉は3位に入り銅メダル獲得、坂本は4位入賞。奇しくも同年1月の大阪国際女子マラソンの上位3選手が、そのまま2・3・4位となった。

### アテネ五輪女子マラソン・金メダル獲得
2004年8月22日（日本時間23日）、アテネオリンピックの女子マラソンは、気温30度を超える酷暑の中でのレースとなった。25km付近で野口がロングスパートを仕掛けると、優勝候補の世界記録保持者ポーラ・ラドクリフやヌデレバらの強豪選手達が遅れ始めた。28km過ぎではただ一人ついていたエルフェネッシュ・アレムもついていけずに後退し、野口の独走となった。後半の32km辺りからゴールまで約10km続く下り坂に入ると、一旦遅れたヌデレバが追い上げて2位に上がり、ゴールに向け野口との距離を詰めるが、12秒の差で野口が逃げ切って優勝。シドニー五輪の高橋尚子に続き、日本に2大会連続のオリンピック女子マラソン金メダルをもたらした。記録は2時間26分20秒（土佐礼子は5位、坂本直子も7位で、日本勢は3選手とも入賞を果たした）。

### 女子マラソン日本記録更新・シスメックス移籍・2大会連続五輪出場
2005年9月25日開催のベルリンマラソンでは、2時間19分12秒の大会新記録を出して優勝（獲得賞金7万ユーロ・約945万円）。そしてこの記録は孫英傑が持っていたアジア記録、渋井陽子が前2004年のベルリンマラソンで出していた日本記録を共に更新し、当時のラドクリフ、ヌデレバの記録に次ぐ世界第3位であった（2022年時点では44位）。この記録は「走った距離は裏切らない」という言葉を胸に、毎日約40kmのランニング練習をこなした成果である。なお、この記録は2024年1月の大阪国際女子マラソンにて前田穂南（天満屋）が2時間18分59秒を記録するまで19年間日本記録として残った。
所属するグローバリーの不祥事により陸上部が廃部されたため、2005年12月1日付でシスメックスに移籍した。移籍後初の大会となった2006年2月5日の第60回香川丸亀ハーフマラソンでは、自己の日本記録を上回るタイムを出しながらも、福士加代子に敗れて2位。同年7月9日の札幌国際ハーフマラソンでは、中盤まで大南博美とデッドヒートを繰り広げたが、その後引き離して終盤は独走、大会新記録で優勝を果たしている。
2008年北京オリンピックの女子マラソン代表選考レースである、2007年11月18日開催の東京国際女子マラソンにエントリー、2年2か月ぶりのフルマラソン出走となった。野口と同期生で前日本記録保持者の渋井陽子や、有力選手のサリナ・コスゲイとの優勝争いが予想されたが、レース後半の30km手前で渋井を引き離し、35kmで粘るコスゲイもスパートで競り落とし、35kmから40kmまで続く5kmの急な上り坂を過去最速となる初の16分台のラップタイム（16分55秒）で通過するなど、圧倒的な強さでこの難コースを完璧に攻略。東京国際女子マラソンとしても大会新記録・大会初優勝を飾った。また、この優勝により、日本選手として史上初めて東京・大阪・名古屋の国内三大女子マラソンを完全制覇した（海外選手では先にカトリン・ドーレが国内三大女子マラソンを制覇している）。
2008年3月10日の日本陸連理事会において、北京五輪女子マラソンへ正式に代表入りを果たし、2大会連続の五輪出場を決めていた（他代表選手は土佐礼子、中村友梨香）。
2008年1月13日の全国都道府県対抗女子駅伝（三重県代表・9区アンカー10km）以来の公式戦（原因不明の発疹により2レースを欠場）となった、同年5月11日の仙台国際ハーフマラソンは、昨年の大会の自己記録を29秒上回るタイムで2連覇を達成した。しかし本レース以降は2年以上にわたり、公式レースから遠ざかることとなった。

### 北京五輪欠場
野口はアテネ五輪以降、ケガの闘いにも苦しむようになる。2006年9月24日のベルリンマラソンへ出場を予定していたが、練習中左足首の故障のために断念。その後、翌2007年4月のロンドンマラソンにも出場予定だったが、左足首（アキレス腱）の故障が再発し、又もマラソンを回避。2004年アテネ五輪後から2008年北京五輪前のフルマラソン出走は2005年9月のベルリンと、2007年11月の東京国際女子の2レースのみであった。
北京五輪女子マラソン本番前の2008年8月4日、合宿先のスイス・サンモリッツから緊急帰国。MRI診断の結果、左足太股の肉離れを起こしている事が判明。数日間様子を見たが痛みが引かないため、同年8月17日本番の北京オリンピック女子マラソンへは、レース前の8月12日に出場辞退を表明。オリンピックで史上初となる、女子マラソン種目での五輪2連覇の夢は潰える事となった（補欠代表だった森本友も故障により欠場）。
野口が欠場した北京五輪女子マラソン日本代表の他2選手の成績は、中村友梨香がひとり完走するも13位、土佐礼子は途中棄権に終わる惨敗だった。五輪女子マラソンで日本代表がメダル・入賞ゼロは、1988年ソウルオリンピック以来20年ぶりであった。
2008年10月12日の世界ハーフマラソン選手権（リオデジャネイロ）も欠場。その後、怪我の回復が遅れて練習を積めず、レース復帰の目処の立たない日々が続き、また2009年4月には監督の藤田から「引退勧告」を受けていたという報道もなされていた。
2010年10月24日、2年5か月ぶりの公式レース復帰となる、実業団女子駅伝西日本大会（福岡県宗像市・福津市）にシスメックス代表（関西地区）として出走。第3区（10.5 km）を区間5位・34分15秒で走り、同代表チームは総合3位に入る。さらに、同年12月の全日本実業団対抗女子駅伝競走大会への出場権も獲得した（シスメックス代表では初出場だが、野口自身は2001年にグローバリー代表で出走して以来9年ぶり）。しかし、全日本実業団女子駅伝の本番レースでの野口は第3区（10.0 km）を担当するも、39度の発熱と左足首の疲労骨折による体調不良が響いて区間20位・34分00秒も掛かってしまい、結局同チームは総合14位に終わった。

### ロンドン五輪落選・現役続行を宣言
以降は再び故障の治療に専念していたが、10か月ぶりに2011年10月23日開催の実業団女子駅伝西日本大会に出場。第3区（10.5 km）で区間1位・32分25秒と久々に快走、チーム総合2位の成績に貢献した。同駅伝大会のレース後、ロンドンオリンピック女子マラソン代表選考会である、翌2012年1月29日開催予定の大阪国際女子マラソンに出場する意向を明らかにした。
3年7か月ぶりのハーフマラソン出場となった、2011年12月23日の山陽女子ロードレースではスタート直後から先頭に立ったが、9Km地点を過ぎて優勝した赤羽有紀子らについていけず失速、結局5位に留まった。その後米国・ボルダーで高地トレーニングを積んでいたが、日本帰国直前の2012年1月19日、再び左足に違和感を覚えて帰国後検査を受けた所、左太股裏の軽度の炎症と診断。結果大阪国際女子マラソンへの欠場を表明、同年3月11日開催で国内最終選考会・名古屋ウィメンズマラソンへのスライド出場で、ロンドン五輪を目指す事となった。
4年4か月振りのフルマラソン出走となった2012年3月11日の名古屋ウィメンズマラソンでは、一時敢えてペースメーカーの前に出る積極性を見せるも、17Km付近で「左膝が抜けるような感じ」のアクシデントで先頭集団から脱落し、一時30秒近く離された。しかしそこから驚異的に追い上げ、29Km過ぎで集団に追いつき先頭を引っ張るシーンも見せたが、34Kmでついに力尽き優勝争いから脱落。奇跡の復活は起こらず6位に留まり、ロンドン五輪日本代表入りは絶望となったが 、「まだやれる」と実感した野口は感激の涙を流しながらのゴールインとなった。

### 世界陸上モスクワ大会途中棄権
ロンドン五輪落選後も現役続行を宣言した野口だったが、2012年5月13日の仙台国際ハーフマラソンは体調不良のため欠場。同年9月30日、ポルトガルで開催のハーフマラソン大会に出場、4位に終わるも「後半にアクシデントもあったが、まずまずの手応え」と納得のコメントだった。今後は翌2013年世界陸上モスクワ大会女子マラソン代表選出を目指す意向を表明した。しかし、2013年1月27日の同世界陸上の選考レースだった大阪国際女子マラソンは、急性胃腸炎の回復が遅れ2年連続でスタートラインに立てなかった。
2013年3月10日、世界陸上の国内最終選考会である名古屋ウィメンズマラソンで1年ぶりにフルマラソンに出場。前半から集団を引っ張るなどの積極的なレースをするものの、35.5kmで木崎良子・ベルハネ・ディババのロングスパートに対応できず徐々に離された（木崎が優勝し世界陸上即内定）が、最後まで粘り切り2時間24分05秒の好タイムで3位入賞。同世界陸上の代表が自動的に決まる2時間23分台以内には届かなかったが有力候補の一人となり、ゴール後の会見では「全盛期と同じように強気な走りができた」と笑顔でコメント。
同年4月25日、世界陸上のモスクワ大会マラソン代表が発表。女子マラソンは「最近の不振への引き締め」（陸連）と代表派遣が3人のみ絞られた（最大5枠）が、木崎良子・福士加代子と共に、自身10年ぶりの世界陸上選手権女子マラソン代表に選ばれた。その後同年5月12日には、前年欠場した仙台国際ハーフマラソンに出場。9km過ぎに樋口紀子を引き離し、2位に1分近くの差をつけて、ハーフマラソンで約5年ぶりとなる優勝を果たした。レース後の野口は「優勝は出来ましたが、目標の1時間8分台・9分台のタイムが出せず悔しいです。気持ちを切り替えて世界選手権に向けて頑張りたい。完全復活にも少し近づけたと思います。」と述べていた。
同年8月10日に開催された世界陸上モスクワ大会・女子マラソンに出場。気温30度を超える過酷な気象条件の中、レース序盤は福士加代子らと先頭集団についていたが、10Km手前で集団から遅れ始める。12Km過ぎでは木崎良子にも抜かれ、8・9位付近でレースを続けるも、30Km手前で太ももに痛みが走り、止まってしまう。その後レースを再開し、走行と歩行を繰り返していたが、33Km付近で宗猛・日本陸連男子マラソン部長に走るのを制止され、無念の途中棄権に終わった（救急車で医務室へ運ばれ、軽い熱中症と診断される。福士は3位入賞・銅メダル獲得、木崎は4位入賞）。

### リオ五輪代表落選・名古屋ウィメンズマラソン完走でラストラン
2014年1月26日、アジア仁川競技大会女子マラソンの選考レースだった大阪国際女子マラソンは、右大腿部疲労骨折の診断により、同大会3年連続でエントリーしながらも結局は欠場。その後も怪我の影響などで満足にトレーニング出来ない日々が続く中、「2016年8月のリオデジャネイロオリンピック出場を目指す」と公言するも、2015年世界陸上北京大会女子マラソンの国内選考会は、名古屋ウィメンズマラソン等を含め全て回避、リオ五輪へは翌2015年度の国内選考会で勝負する事を表明した。
2016年1月31日、大阪国際女子マラソンと同時開催の大阪ハーフマラソン・女子の部に出場するも、リオ五輪女子マラソン日本代表内定者で、女子優勝の伊藤舞に3分以上遅れの6位でゴール。その後野口自ら「私がオリンピックを目指すのはリオが最後。名古屋（ウィメンズマラソン）でダメならこれで引退かも知れない」と涙ながらにコメントした。
リオ五輪へのラストチャンスを賭けて、2016年3月13日の名古屋ウィメンズマラソンに出場したが、序盤の5Km過ぎで早々先頭集団から脱落。その後もペースは上がる事無く優勝争いに加われないまま、結果2時間33分台の23位と記録・順位共ワーストに終わり、リオ五輪女子マラソン日本代表選出はならなかった。それでもゴール後の野口は「30Km過ぎから走っている人から沿道まで私をずっと応援してくれて、花道のようだった。愛されていたんだな、としみじみ感じていた」と涙ぐみながらも笑顔でインタビューに応えつつ、「今後は分からないが、悔いの残らないレースができた。モスクワで棄権した事が心に残っていたので、ゴール出来て良かった」と完全燃焼出来た事を強調していた。

### 現役引退後
2016年4月14日、現役引退する意思を明らかにしたことが報道され、翌4月15日に所属チームの本拠地がある神戸市で引退記者会見を行った。その席で野口は「ワコールに入社した時『足が壊れるまで走りたい』と言った。本当に自分が納得する迄走り切れた。すがすがしい気持ち」「2年前から心と体のバランスが悪くなった。思うようにトレーニングが出来ず、その辺りから引退が頭の中にあった」と、安堵の笑みを浮かべながらコメント。但し引退後の指導者転向は否定、また所属先のシスメックスを退社し「出来る範囲内で陸上に携われば。陸上界に恩返しがしたい」と今後についてのビジョンを語っていた。尚、野口が引退する迄指導し続けた広瀬永和総監督も、5月31日付でシスメックスを退社している。
同年7月7日、3日前の7月4日に野口の故郷・三重県伊勢市で、一般男性と結婚式を挙げた事を公表した。その後、夫が中華人民共和国・上海市に仕事の都合で転勤になったことから、野口自身も中国の上海市に移住した。
2017年1月29日開催の大阪国際女子マラソンでは、自身初の実況解説者としてデビューを果たす。また同年8月6日開催の、世界陸上ロンドン大学では増田明美・高橋尚子と共に、女子マラソン本番の生放送解説者を務めた。
2017年4月27日、愛知県名古屋市にある名城公園内に開業したランニングステーション「tonarino（トナリノ）」の名誉館長に就任した。
2019年現在は大阪に在住し、岩谷産業のアドバイザーとして、広瀬監督のもと不定期で指導している。
2020年3月12日、2020年東京オリンピックの聖火リレーにおいて日本人最初の聖火ランナーとしてギリシャのオリンピアを走る。

## 主なレースデータ

### マラソン女子日本記録
- 2時間19分12秒：2005年9月25日 ベルリンマラソン

|            | 5 km  | 10 km | 15 km | 20 km   | ハーフ  | 25 km   | 30 km   | 35 km   | 40 km   | ゴール  |
| ---------- | ----- | ----- | ----- | ------- | ------- | ------- | ------- | ------- | ------- | ------- |
| タイム     | 16:24 | 32:53 | 49:22 | 1:05:43 | 1:09:19 | 1:22:13 | 1:38:49 | 1:55:26 | 2:11:53 | 2:19:12 |
| スプリット | 16:24 | 16:29 | 16:29 | 16:21   |         | 16:30   | 16:36   | 16:37   | 16:27   | 7:19    |

### フルマラソン
| 年月       | 大会                           | 順位 | 記録          | 備考                                                            |
| ---------- | ------------------------------ | ---- | ------------- | --------------------------------------------------------------- |
| 2002年03月 | 名古屋国際女子マラソン         | 優勝 | 2時間25分35秒 | 初マラソン                                                      |
| 2003年01月 | 大阪国際女子マラソン           | 優勝 | 2時間21分18秒 | 大会記録、日本国内最高記録                                      |
| 2003年08月 | 世界陸上競技選手権パリ大会     | 2位  | 2時間24分14秒 | アテネ五輪内定                                                  |
| 2004年08月 | アテネオリンピック             | 優勝 | 2時間26分20秒 | 日本選手二人目の五輪女子マラソン優勝                            |
| 2005年09月 | ベルリンマラソン               | 優勝 | 2時間19分12秒 | 世界歴代3位(当時)、大会記録(当時)、アジア最高記録、日本最高記録 |
| 2007年11月 | 東京国際女子マラソン           | 優勝 | 2時間21分37秒 | 大会記録                                                        |
| 2008年08月 | 北京オリンピック               | DNS  | 記録なし      | 故障により欠場                                                  |
| 2012年03月 | 名古屋ウィメンズマラソン       | 6位  | 2時間25分33秒 |                                                                 |
| 2013年03月 | 名古屋ウィメンズマラソン       | 3位  | 2時間24分05秒 |                                                                 |
| 2013年08月 | 世界陸上競技選手権モスクワ大会 | DNF  | 記録なし      | 軽い熱中症により33Km付近でリタイア                              |
| 2016年03月 | 名古屋ウィメンズマラソン       | 23位 | 2時間33分54秒 | 現役ラストラン                                                  |

### フルマラソン以外
| 年月       | 大会                                       | 順位 | 記録          | 備考                                            |
| ---------- | ------------------------------------------ | ---- | ------------- | ----------------------------------------------- |
| 1999年02月 | 犬山ハーフマラソン                         | 優勝 | 1時間10分16秒 | ハーフマラソン                                  |
| 1999年03月 | まつえレディースハーフマラソン             | 2位  | 1時間11分56秒 | ハーフマラソン                                  |
| 1999年07月 | 札幌国際ハーフマラソン                     | 2位  | 1時間10分01秒 | ハーフマラソン                                  |
| 1999年08月 | 士別ハーフマラソン                         | 3位  | 1時間15分19秒 | ハーフマラソン                                  |
| 1999年10月 | 世界ハーフマラソン選手権                   | 2位  | 1時間09分12秒 | ハーフマラソン、イタリア・パレルモ（開催地）    |
| 1999年11月 | 名古屋ハーフマラソン                       | 優勝 | 1時間08分30秒 | ハーフマラソン                                  |
| 2000年07月 | 札幌国際ハーフマラソン                     | 3位  | 1時間10分36秒 | ハーフマラソン                                  |
| 2000年08月 | 士別ハーフマラソン                         | 優勝 | 1時間13分26秒 | ハーフマラソン                                  |
| 2000年11月 | 世界ハーフマラソン選手権                   | 4位  | 1時間11分11秒 | ハーフマラソン、メキシコ・ベラクルス（開催地）  |
| 2000年12月 | 山陽女子ロードレース                       | 優勝 | 1時間09分44秒 | ハーフマラソン                                  |
| 2001年03月 | 全日本実業団ハーフマラソン                 | 優勝 | 1時間08分45秒 | ハーフマラソン                                  |
| 2001年05月 | 東アジアハーフマラソン                     | 優勝 | 1時間11分18秒 | ハーフマラソン                                  |
| 2001年06月 | 日本陸上競技選手権大会                     | 3位  | 31分51秒13    | 10000m                                          |
| 2001年07月 | 札幌国際ハーフマラソン                     | 2位  | 1時間09分51秒 | ハーフマラソン                                  |
| 2001年08月 | 世界陸上競技選手権 エドモントン大会        | 13位 | 32分19秒94    | 10000m                                          |
| 2001年10月 | 世界ハーフマラソン選手権                   | 4位  | 1時間08分23秒 | ハーフマラソン、イギリス ブリストル（開催地）   |
| 2001年11月 | 名古屋ハーフマラソン                       | 優勝 | 1時間08分28秒 | ハーフマラソン、大会記録                        |
| 2002年01月 | 宮崎女子ロードレース                       | 優勝 | 1時間08分22秒 | ハーフマラソン                                  |
| 2002年05月 | 世界ハーフマラソン選手権                   | 9位  | 1時間09分43秒 | ハーフマラソン、ベルギー ブリュッセル（開催地） |
| 2002年08月 | 網走ハーフマラソン                         | 優勝 | 1時間09分49秒 | ハーフマラソン、大会記録                        |
| 2002年09月 | グレートスコッティッシュラン               | 2位  | 1時間10分06秒 | ハーフマラソン、イギリス グラスゴー（開催地）   |
| 2003年03月 | 全日本実業団ハーフマラソン                 | 優勝 | 1時間08分29秒 | ハーフマラソン                                  |
| 2003年11月 | 神戸全日本女子ハーフマラソン               | 優勝 | 1時間09分52秒 | ハーフマラソン                                  |
| 2003年12月 | 山陽女子ロードレース                       | 優勝 | 1時間10分04秒 | ハーフマラソン                                  |
| 2004年01月 | 宮崎女子ロードレース                       | 優勝 | 1時間07分47秒 | ハーフマラソン、大会記録                        |
| 2004年02月 | 青梅マラソン                               | 優勝 | 1時間39分09秒 | 30 km、日本最高記録                             |
| 2004年04月 | 兵庫リレーカーニバル大会                   | 4位  | 31分21秒03    | 10000m、自己最高記録・日本歴代8位（当時）       |
| 2005年02月 | 香川丸亀ハーフマラソン                     |      | 1時間13分07秒 | ハーフマラソン、ゲストランの為、順位なし        |
| 2005年07月 | 札幌国際ハーフマラソン                     | 3位  | 1時間09分46秒 | ハーフマラソン                                  |
| 2006年02月 | 香川丸亀ハーフマラソン                     | 2位  | 1時間07分43秒 | ハーフマラソン、自己最高記録・日本歴代2位       |
| 2006年03月 | 全日本実業団ハーフマラソン                 | 優勝 | 1時間08分49秒 | ハーフマラソン                                  |
| 2006年07月 | 札幌国際ハーフマラソン                     | 優勝 | 1時間08分14秒 | ハーフマラソン、大会記録                        |
| 2006年11月 | 上海国際ハーフマラソン                     | 優勝 | 1時間09分03秒 | ハーフマラソン、大会記録                        |
| 2007年01月 | 宮崎女子ロードレース                       | 優勝 | 1時間08分30秒 | ハーフマラソン                                  |
| 2007年05月 | 仙台国際ハーフマラソン                     | 優勝 | 1時間08分54秒 | ハーフマラソン                                  |
| 2007年07月 | 札幌国際ハーフマラソン                     | 優勝 | 1時間08分22秒 | ハーフマラソン                                  |
| 2008年05月 | 仙台国際ハーフマラソン                     | 優勝 | 1時間08分25秒 | ハーフマラソン                                  |
| 2011年12月 | 山陽女子ロードレース                       | 5位  | 1時間10分48秒 | ハーフマラソン                                  |
| 2012年09月 | ロックンロール・ポルトガル・ハーフマラソン | 4位  | 1時間12分20秒 | ハーフマラソン、ポルトガル リスボン（開催地）   |
| 2013年05月 | 仙台国際ハーフマラソン                     | 優勝 | 1時間10分36秒 | ハーフマラソン                                  |
| 2015年3月  | リスボン・ハーフマラソン                   | 15位 | 1時間19分07秒 | ハーフマラソン                                  |
| 2016年1月  | 大阪ハーフマラソン                         | 6位  | 1時間13分28秒 | ハーフマラソン                                  |

## エピソード・その他
- 1992年バルセロナオリンピック（女子10000m）と1996年アトランタオリンピック（女子マラソン）の日本代表選手だった、真木和が所属するワコールに入社。真木は現役引退後、結婚して一児の母となったが、時折野口の出走するレースの応援に駆けつける事があった。
- 2004年アテネオリンピックの優勝決定の後、野口は右足のマラソンシューズを脱ぎ、右靴にキスをしていた。それは野口のシューズを製作した、当時アシックス所属の三村仁司に対するお礼と感謝の意味だった、と野口自ら説明している。それでもその靴にキスをしたシーンは、「靴の中の匂いを嗅いでいたのか?」と誤解される事も多かったという。
- しかしその直後野口は、気温35度前後の猛暑と五輪史上最難関コースの呼び声の高い、アテネ五輪の女子マラソンを戦ったダメージからか、軽い熱中症と嘔吐症状により、医務室へ運ばれた（ほか銀メダルのヌデレバをはじめ、医務室へ運ばれた選手が多く出た）。それから数分後回復してからの五輪優勝インタビューでは、前回シドニー五輪金メダリストの高橋尚子は「凄く楽しい42キロでした」と笑顔で締め括ったが、野口は対照的に時折声を詰まらせながら「もう…幸せです…有り難う御座います…」と、嬉し涙を流しながらコメントしていた。
- 名前の由来は落葉高木の「ハナミズキ」から。
  - 2004年年末恒例のの第55回NHK紅白歌合戦では特別審査員として出演（一青窈が『ハナミズキ』を歌う際、紅組司会の小野文惠アナウンサーは曲紹介で、野口の名前の由来である事については一言も述べなかったが、間奏部分では画面に野口のアップが映された）。
- 2008年4月26日に長野市で行われた、日本における北京オリンピック聖火リレーの最終走者をつとめた。
- 北京オリンピック後の2008年10月11日、新潟県佐渡市でトークショーに出席した（公の場に登場したのは北京五輪前の7月4日にスイス合宿への出発以来3か月ぶり）。トークショーの司会者は北京五輪の話題を避けようとしたが、その後野口自らあえて五輪欠場の話題を口にする。その席で野口は「北京五輪を故障で欠場してしまい、申し訳無い気持ちで一杯です。藤田監督と広瀬（永和）コーチが批判されていたが、それでも私を守ってくれました。故障の原因はやっぱり自分だったので…」と語ると、思わず涙で言葉を詰まらせた[29]。それでも最後は笑顔で「次の大きな目標は2012年のロンドンオリンピックですが、今は早く故障を治して、次のレースで元気な姿を見せられるように頑張ります」と気丈に語っていた[30]。
- 2016年3月の名古屋ウィメンズマラソンで23位で完走した野口は、ゴール後に同大会のゲスト解説者だった高橋尚子と対面。高橋が涙しながら野口を「よく最後まで頑張ったね」と称えつつ抱擁した際に、野口からは「今まで言えなかったんですけど、私ずっと高橋さんが憧れでした。金メダルを獲れたのも日本記録を出せたのも、ずっと追いつけない存在があったから。今の私があるのは高橋さんのおかげです」等と高橋に対し全ての思いを明かし、二人で号泣したという[31]。
  - それから1か月後の同年4月、野口が現役引退表明した後の高橋は「お疲れ様でした。常に全力で走り続ける姿は、多くの人達に刺激や感動を与えてくれました。長い間マラソン界を率いてくれて有難う。マラソン界に刻まれた功績は輝き続けるでしょうし、みずきちゃんの今後の人生も金メダル同様輝く事を願っています」と労いの言葉を贈っていた[32]。
- 大のマグロ好きとして知られる（三重県伊勢市のマグロ業者より1年分のマグロをプレゼントされた）。
- 座右の銘 「走った距離は裏切らない」

- 野口を記念して命名された場所

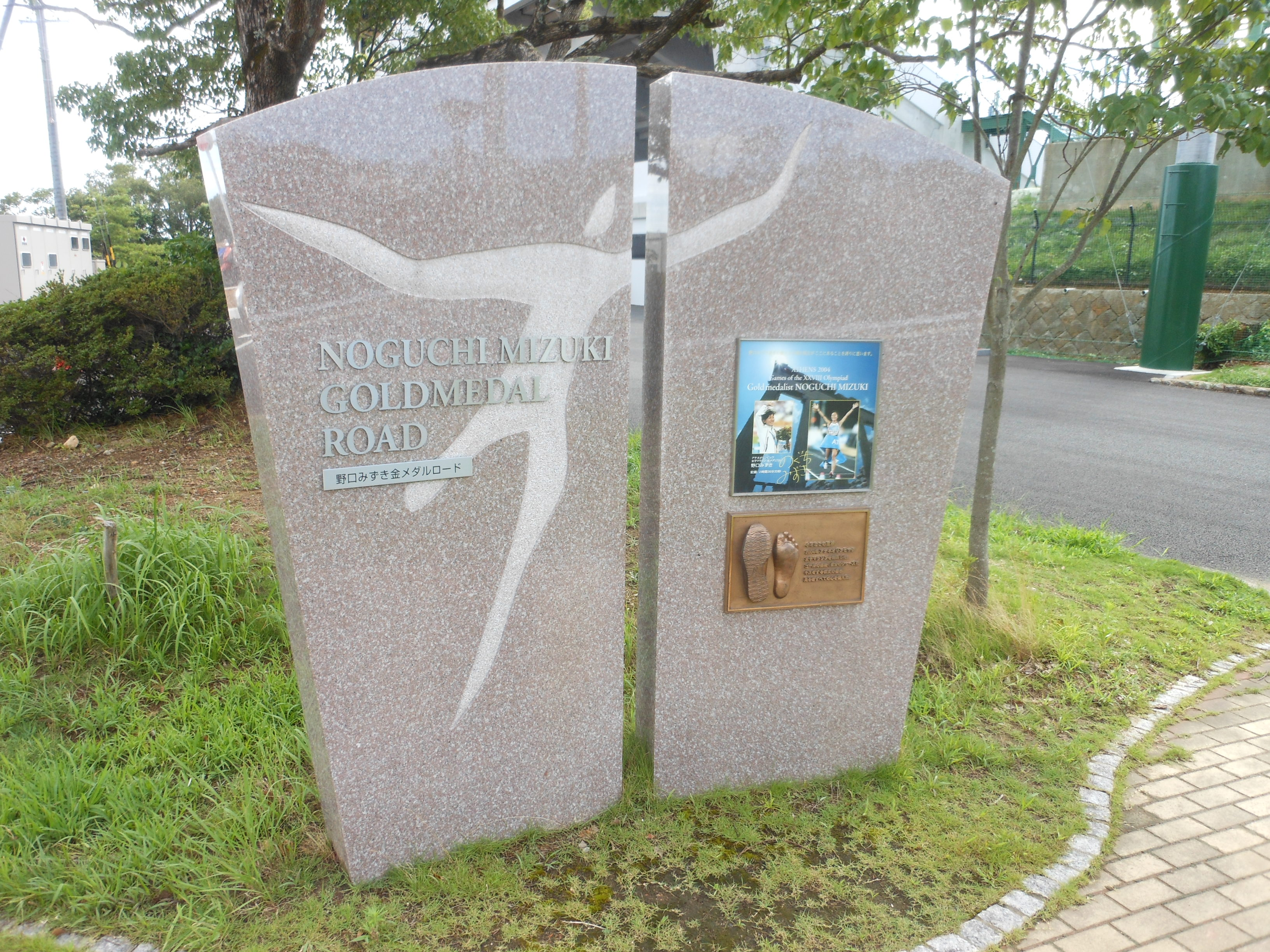
野口みずき金メダルロード

  - みずきロード - 高校時代の練習コース（三重県伊勢市）
  - 野口みずきクロカンコース - 国内練習拠点として使用する菅平高原クロスカントリーコース（長野県上田市）[33]
  - 金メダルロード - 雨天時に早朝練習を行う京都三条会商店街アーケード（三条通、京都府京都市）[34]
- 所属はシスメックス、履いているシューズはASICS（アシックス）、掛けているサングラスはSWANS（山本光学）、そしてスペシャルドリンクを入れているボトルはZOJIRUSHI（象印マホービン）。

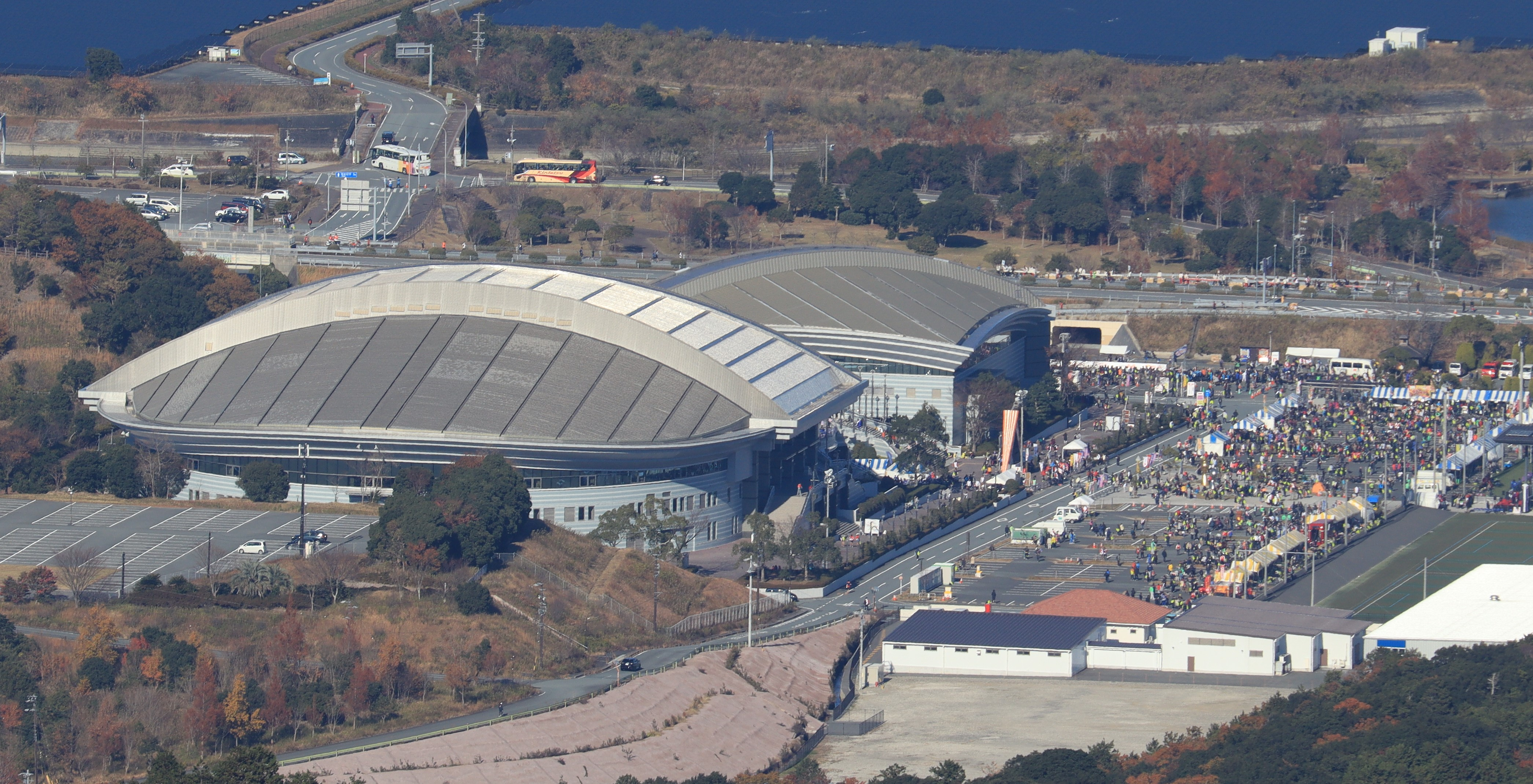
「野口みずき杯　中日三重お伊勢さんマラソン」、三重県営サンアリーナにて、2019年12月

- 「野口みずき杯　中日三重お伊勢さんマラソン」が、毎年12月、三重県営サンアリーナをメイン会場に開かれている。

### 陸上競技（長距離走・マラソン）の訃報に関する対応
- 2018年10月18日、かつてワコール・グローバリー所属の先輩選手だった真木和が、乳がんにより49歳の若さで死去。野口は翌10月19日、真木の自宅・大阪府箕面市へ弔問に訪れ、「昔の仲間と一緒に、最後のお別れをしました。2017年の秋、岩谷産業の寮の内覧会でお会いした時は元気でしたが」とショックを隠せず、「真木先輩に憧れ、苦楽を共にして。大事な試合でも合宿でコーチングして貰いました。気持ちが強い先輩なので（病気の事は）表には出されていませんでした」と、追悼のコメントを述べていた[35]。
- 2019年4月24日、女子マラソン種目でシドニー五輪・金メダリストの高橋を始め、バルセロナ五輪銀・アトランタ銅メダリストの有森裕子、1997年世界陸上アテネ大会で優勝した鈴木博美、2003年世界陸上パリ大会で3位の千葉真子など、数々の日本女子ランナーを育てた小出義雄が肺炎により80歳で死去。小出の訃報に野口は「最後に小出監督と会ったのは、2019年の3月の名古屋ウィメンズマラソンです。その時有森さんと高橋さんが、小出監督の身体を気遣う様子を見ていて、家族みたいで温かい光景だなと。競技を離れてもこんな関係をずっと続けられるのは良いなあ、と思いました」「その時も小出監督は冗談を言って私達を笑わせてくれて、まだまだ元気だなと思っていたので、まさかあの時が最後に成るとは…」と言葉を詰まらせつつ、「私は小出さんがご指導された高橋さんに憧れて、後を追いました。一時代を一緒に戦えた事に感謝しています。心よりご冥福をお祈り致します」と追悼した[36]。

## 受賞
- 2004年度JOCスポーツ賞最優秀賞

## 著書
- 『野口みずきの練習日誌: 金メダリストのマラソントレーニング』（ベースボールマガジン社、2022/09/22、ISBN 978-4583115337）